# Jimmy Steward
James Steward, detto Jimmy (9 dicembre 1946), è un ex calciatore honduregno, di ruolo portiere.